# ستيف سيلفستر
ستيف سيلفستر (26 سبتمبر 1968 في المملكة المتحدة - ) (بالإنجليزية: Steve Sylvester)‏ هو لاعب كريكت بريطاني. لعب مع Hertfordshire County Cricket Club ‏ ونادي مقاطعة ميدلسكس للكريكت ‏ ونادي مقاطعة نوتنغهامشير للكريكت ‏ وBuckinghamshire County Cricket Club ‏.

## وصلات خارجية
- ستيف سيلفستر على موقع إي آس بي آن كريك إنفو (الإنجليزية)